# IC 4299
IC 4299 је спирална галаксија у сазвјежђу Кентаур која се налази на листи објеката дубоког неба у Индекс каталогу.
Деклинација објекта је - 34° 3' 57" а ректасцензија 13h 36m 47,5s. Привидна величина (магнитуда) објекта IC 4299 износи 12,8 а фотографска магнитуда 13,7. IC 4299 је још познат и под ознакама ESO 383-42, MCG -6-30-17, PGC 48057.